# 1989-1990シーズンのNBA
1989-1990シーズンのNBAは、NBAの44回目のシーズンである。

## シーズン前

### ドラフト
1989年のNBAドラフトはNBA史の中でも最悪のドラフトの一つとされている。候補生にはショーン・エリオット(3位)、グレン・ライス(4位)、ムーキー・ブレイロック(12位)、ティム・ハーダウェイ(14位)、デイナ・バロス(16位)、ショーン・ケンプ(17位)、B.J.アームストロング(18位)、ブラディー・ディバッツ(26位)、クリフォード・ロビンソン(36位)らが揃い、決して不作の年ではなかったが、サクラメント・キングスから全体1位指名を受けたパービス・エリソンを含む、上位10位指名のうち8人が軒並み期待外れに終わっており、球団側のスカウティングの面で失敗が相次いだ。その他にはダニー・フェリー(2位)、J・R・リード(5位)、ステイシー・キング(6位)、ジョージ・マクラウド(7位)、ランディー・ホワイト(8位)、トム・ハモンズ(9位)、プー・リチャードソン(10位)、ニック・アンダーソン(11位)、トッド・リヒティー(15位)、ブルー・エドワーズ(21位)、シャーマン・ダグラス(28位)、マイケル・アンスリー(37位)、ダグ・ウェスト(38位)、ディノ・ラジャ(40位)、チャッキー・ブラウン(43位)、ヘイウッド・ワークマン(49位)、グレッグ・グラント(52位)などが指名を受けている。この年からドラフトは3巡目が廃止され、1巡目と2巡目のみとなった。
ドラフト外選手にはクリス・チャイルズ、テリー・デイビス、ポール・グラハム、ジャレン・ジャクソンらがいる。
オールスターにはS・エリオット、G・ライス、M・ブレイロック、T・ハーダウェイ、D・バロス、S・ケンプ、B・アームストロング、B・ディバッツ、C・ロビンソンの9人が選ばれている。

### その他
- 新たにミネソタ・ティンバーウルブズとオーランド・マジックの2チームが加盟し、チーム数は27に増加。これに伴いシャーロット・ホーネッツはミッドウエスト・デビジョンに編入された。
- 世界各地で着実にNBAの試合を放送する国が増える中、さらなる海外進出を狙ってNBAインターナショナル・オフィスが創設される。

## シーズン

### オールスター
- 開催日：2月11日
- 開催地：ヒューストン
- オールスターゲーム　ウエスト 130－113 イースト
- MVP：マジック・ジョンソン　（ロサンゼルス・レイカーズ）
- スラムダンクコンテスト優勝：ドミニク・ウィルキンス　（アトランタ・ホークス）
- スリーポイント・シュートアウト：クレイグ・ホッジス　（シカゴ・ブルズ）

### イースタン・カンファレンス
| Team                     | W  | L  | PCT. | GB |
| ------------------------ | -- | -- | ---- | -- |
| フィラデルフィア・76ers  | 53 | 29 | .646 | -  |
| ボストン・セルティックス | 52 | 30 | .634 | 1  |
| ニューヨーク・ニックス   | 45 | 37 | .549 | 8  |
| ワシントン・ブレッツ     | 31 | 51 | .378 | 22 |
| マイアミ・ヒート         | 18 | 64 | .220 | 35 |
| ニュージャージー・ネッツ | 17 | 65 | .207 | 36 |

| Team                           | W  | L  | PCT. | GB |
| ------------------------------ | -- | -- | ---- | -- |
| デトロイト・ピストンズ         | 59 | 23 | .720 | -  |
| シカゴ・ブルズ                 | 55 | 27 | .671 | 4  |
| ミルウォーキー・バックス       | 44 | 38 | .537 | 15 |
| クリーブランド・キャバリアーズ | 42 | 40 | .512 | 17 |
| インディアナ・ペイサーズ       | 42 | 40 | .512 | 17 |
| アトランタ・ホークス           | 41 | 41 | .500 | 18 |
| オーランド・マジック           | 18 | 64 | .220 | 41 |

### ウエスタン・カンファレンス
| Team                         | W  | L  | PCT. | GB |
| ---------------------------- | -- | -- | ---- | -- |
| サンアントニオ・スパーズ     | 56 | 26 | .683 | -  |
| ユタ・ジャズ                 | 55 | 27 | .671 | 1  |
| ダラス・マーベリックス       | 47 | 35 | .573 | 9  |
| デンバー・ナゲッツ           | 43 | 39 | .524 | 13 |
| ヒューストン・ロケッツ       | 41 | 41 | .500 | 15 |
| ミネソタ・ティンバーウルブズ | 22 | 60 | .268 | 34 |
| シャーロット・ホーネッツ     | 19 | 63 | .232 | 37 |

| Team                               | W  | L  | PCT. | GB |
| ---------------------------------- | -- | -- | ---- | -- |
| ロサンゼルス・レイカーズ           | 63 | 19 | .768 | -  |
| ポートランド・トレイルブレイザーズ | 59 | 23 | .720 | 4  |
| フェニックス・サンズ               | 54 | 28 | .659 | 9  |
| シアトル・スーパーソニックス       | 41 | 41 | .500 | 22 |
| ゴールデンステート・ウォリアーズ   | 37 | 45 | .451 | 26 |
| ロサンゼルス・クリッパーズ         | 30 | 52 | .366 | 33 |
| サクラメント・キングス             | 23 | 59 | .280 | 40 |

### スタッツリーダー
| 部門       | 選手                   | チーム                         | AVG  |
| ---------- | ---------------------- | ------------------------------ | ---- |
| 得点       | マイケル・ジョーダン   | シカゴ・ブルズ                 | 33.6 |
| リバウンド | アキーム・オラジュワン | ヒューストン・ロケッツ         | 14.0 |
| アシスト   | ジョン・ストックトン   | ユタ・ジャズ                   | 14.5 |
| スティール | マイケル・ジョーダン   | シカゴ・ブルズ                 | 2.8  |
| ブロック   | アキーム・オラジュワン | ヒューストン・ロケッツ         | 4.6  |
| FG%        | マーク・ウェスト       | フェニックス・サンズ           | 62.5 |
| FT%        | ラリー・バード         | ボストン・セルティックス       | 93.0 |
| 3FG%       | スティーブ・カー       | クリーブランド・キャバリアーズ | 50.7 |

### 各賞
- 最優秀選手: マジック・ジョンソン, ロサンゼルス・レイカーズ
- ルーキー・オブ・ザ・イヤー：デビッド・ロビンソン, サンアントニオ・スパーズ
- 最優秀守備選手賞: デニス・ロッドマン, デトロイト・ピストンズ
- シックスマン賞: リッキー・ピアース, ミルウォーキー・バックス
- MIP: ロニー・サイカリー, マイアミ・ヒート
- 最優秀コーチ賞: パット・ライリー, ロサンゼルス・レイカーズ
- All-NBA First Team:
  - F - カール・マローン, ユタ・ジャズ
  - F - チャールズ・バークレー, フィラデルフィア・76ers
  - C - パトリック・ユーイング, ニューヨーク・ニックス
  - G - マイケル・ジョーダン, シカゴ・ブルズ
  - G - マジック・ジョンソン, ロサンゼルス・レイカーズ
- All-NBA Second Team:
  - F - ラリー・バード, ボストン・セルティックス
  - F - トム・チェンバース, フェニックス・サンズ
  - C - アキーム・オラジュワン,ヒューストン・ロケッツ
  - G - ジョン・ストックトン, ユタ・ジャズ
  - G - ケビン・ジョンソン, フェニックス・サンズ
- All-NBA Third Team:
  - F - ジェームス・ウォージー, ロサンゼルス・レイカーズ
  - F - クリス・マリン, ゴールデンステート・ウォリアーズ
  - C - デビッド・ロビンソン, サンアントニオ・スパーズ
  - G - クライド・ドレクスラー, ポートランド・トレイルブレイザーズ
  - G - レジー・ミラー, インディアナ・ペイサーズ
- NBA All-Rookie Team:
  - ティム・ハーダウェイ, ゴールデンステート・ウォリアーズ
  - プー・リチャードソン, ミネソタ・ティンバーウルブズ
  - デビッド・ロビンソン, サンアントニオ・スパーズ
  - シャーマン・ダグラス, マイアミ・ヒート
  - ブラディー・ディバッツ, ロサンゼルス・レイカーズ
- NBA All-Defensive First Team:
  - デニス・ロッドマン, デトロイト・ピストンズ
  - バック・ウィリアムス, ポートランド・トレイルブレイザーズ
  - アキーム・オラジュワン, ヒューストン・ロケッツ
  - マイケル・ジョーダン, シカゴ・ブルズ
  - ジョー・デュマース, デトロイト・ピストンズ
- NBA All-Defensive SecondTeam:
  - ケビン・マクヘイル, ボストン・セルティックス
  - リック・マホーン, フィラデルフィア・76ers
  - デビッド・ロビンソン, サンアントニオ・スパーズ
  - デレック・ハーパー, ダラス・マーベリックス
  - アルヴィン・ロバートソン, ミルウォーキー・バックス

### シーズン概要
- ディフェンディングチャンピオンのデトロイト・ピストンズはエクスパンション・ドラフトで好ディフェンダーのリック・マホーンを失うも、その他ではロスターを大きく変えることなくこのシーズンも好調を維持し、カンファレンストップの59勝を記録した。そのピストンズにファイナルで破れ、さらに長年大黒柱として活躍したカリーム・アブドゥル＝ジャバーが引退したロサンゼルス・レイカーズは、ジャバーの後釜としてマイカル・トンプソンが先発センターに昇格。ベンチにはベテランのオーランド・ウーリッジと新人のブラディー・ディバッツらが控える新たな陣容で新シーズンに臨み、前季を上回る63勝でリーグトップの成績を収めた。マジック・ジョンソンは2年連続、3度目のMVPに、パット・ライリーは最優秀コーチ賞に選ばれた。
- サンアントニオ・スパーズは2年の軍役を我慢してようやくデビッド・ロビンソン（1987年のNBAドラフト1位指名）が合流。オフに獲得した元新人王のテリー・カミングス、前季のドラフトで指名したウィリー・アンダーソン、このシーズンのドラフトで指名したショーン・エリオットと、ロビンソン合流に合わせて用意周到だったスパーズは、2年目のラリー・ブラウンHCのもと前季の21勝から56勝と大躍進を果たす。ロビンソンはリーグ屈指のセンターとして、そしてスパーズはウエストを代表する強豪チームとして90年代を過ごすが、プレーオフでは大きな成果を残せず、ロビンソンには「リーダシップに欠けている」という批判がつきまとうようになる。
- 前季勝率が落ち込んだポートランド・トレイルブレイザーズはバック・ウィリアムスを獲得し、前季の39勝から当時のチーム記録となる59勝を記録。
- チャールズ・バークレー擁するフィラデルフィア・76ersは、2年目のハーシー・ホーキンスとこの年から加入したジョニー・ドーキンスの活躍で7年ぶりに地区優勝に返り咲いた。
- 前季ラリー・バードがほぼ全休したボストン・セルティックスは、そのバードが復活し、前季の42勝から52勝まで勝ち星を回復させた。
- マイケル・ジョーダン率いるシカゴ・ブルズは当時のチーム記録となる55勝でカンファレンス2位の成績を収め、宿敵ピストンズに肉薄した。
- 3年目のレジー・ミラーが台頭を見せ、また前季途中からデトレフ・シュレンプが加入したインディアナ・ペイサーズは3シーズンぶりにプレーオフに進出。
- 前季エイドリアン・ダントリーとマーク・アグワイアのトレードの結果が失敗に終わったダラス・マーベリックスは、ダントリーがシーズンの半分を欠場するもローランド・ブラックマン、デレック・ハーパー、サム・パーキンスら旧来のメンバーの活躍で前季の38勝から47勝まで勝ち星を回復させた。
- 前季57勝を記録したクリーブランド・キャバリアーズは三本柱の一人ロン・ハーパーがシーズン序盤にロサンゼルス・クリッパーズにトレードに出されたため、1986年のNBAドラフト同期トリオは3シーズンで解散となった。チームは安定さを欠き、42勝と勝率を大幅に落とした。
- 4シーズン連続で50勝以上を達成していたアトランタ・ホークスは、このシーズン大きく勝率を落とし、5シーズンぶりにプレーオフ進出を逃した。注目を集めたドミニク・ウィルキンスとモーゼス・マローンのデュオは期待された成果を残すことなく、30代後半に突入したマローンには数字の面でも衰えを見せ始めた。
- 故障者が多発したシアトル・スーパーソニックスは4シーズンぶりにプレーオフ進出を逃す。
- ドラフトでティム・ハーダウェイを獲得したゴールデンステート・ウォリアーズは、これでクリス・マリンとミッチ・リッチモンド、そしてティム・ハーダウェイの後に"ラン・TMC"と呼ばれるメンバーが揃ったが、このシーズンはプレーオフには届かなかった。

## プレーオフ・ファイナル
|  | ファースト ラウンド        | ファースト ラウンド            | ファースト ラウンド                |   |                                    | カンファレンス セミファイナル      | カンファレンス セミファイナル | カンファレンス セミファイナル |  |   | カンファレンス ファイナル | カンファレンス ファイナル | カンファレンス ファイナル |  |    | NBAファイナル          | NBAファイナル | NBAファイナル |
|  |                            |                                |                                    |   |                                    |                                    |                               |                               |  |   |                           |                           |                           |  |    |                        |               |               |
|  | 1                          | デトロイト・ピストンズ         | 3                                  |   |                                    |                                    |                               |                               |  |   |                           |                           |                           |  |    |                        |               |               |
|  | 8                          | インディアナ・ペイサーズ       | 0                                  |   |                                    |                                    |                               |                               |  |   |                           |                           |                           |  |    |                        |               |               |
|  | 8                          | インディアナ・ペイサーズ       | 0                                  |   | 1                                  | デトロイト・ピストンズ             | 4                             |                               |  |   |                           |                           |                           |  |    |                        |               |               |
|  |                            |                                |                                    |   | 1                                  | デトロイト・ピストンズ             | 4                             |                               |  |   |                           |                           |                           |  |    |                        |               |               |
|  |                            | 5                              | ニューヨーク・ニックス             | 1 |                                    |                                    |                               |                               |  |   |                           |                           |                           |  |    |                        |               |               |
|  | 4                          | 5                              | ニューヨーク・ニックス             | 1 | ボストン・セルティックス           | 2                                  |                               |                               |  |   |                           |                           |                           |  |    |                        |               |               |
|  | 4                          |                                |                                    |   | ボストン・セルティックス           | 2                                  |                               |                               |  |   |                           |                           |                           |  |    |                        |               |               |
|  | 5                          | ニューヨーク・ニックス         | 3                                  |   |                                    |                                    |                               |                               |  |   |                           |                           |                           |  |    |                        |               |               |
|  | 5                          | ニューヨーク・ニックス         | 3                                  |   |                                    |                                    |                               |                               |  | 1 | デトロイト・ピストンズ    | 4                         |                           |  |    |                        |               |               |
|  | イースタン・カンファレンス |                                |                                    |   |                                    |                                    |                               |                               |  | 1 | デトロイト・ピストンズ    | 4                         |                           |  |    |                        |               |               |
|  |                            | 3                              | シカゴ・ブルズ                     | 3 |                                    |                                    |                               |                               |  |   |                           |                           |                           |  |    |                        |               |               |
|  | 3                          | 3                              | シカゴ・ブルズ                     | 3 | シカゴ・ブルズ                     | 3                                  |                               |                               |  |   |                           |                           |                           |  |    |                        |               |               |
|  | 3                          |                                |                                    |   | シカゴ・ブルズ                     | 3                                  |                               |                               |  |   |                           |                           |                           |  |    |                        |               |               |
|  | 6                          | ミルウォーキー・バックス       | 1                                  |   |                                    |                                    |                               |                               |  |   |                           |                           |                           |  |    |                        |               |               |
|  | 6                          | ミルウォーキー・バックス       | 1                                  |   | 3                                  | シカゴ・ブルズ                     | 4                             |                               |  |   |                           |                           |                           |  |    |                        |               |               |
|  |                            |                                |                                    |   | 3                                  | シカゴ・ブルズ                     | 4                             |                               |  |   |                           |                           |                           |  |    |                        |               |               |
|  |                            | 2                              | フィラデルフィア・76ers            | 1 |                                    |                                    |                               |                               |  |   |                           |                           |                           |  |    |                        |               |               |
|  | 2                          | 2                              | フィラデルフィア・76ers            | 1 | フィラデルフィア・76ers            | 3                                  |                               |                               |  |   |                           |                           |                           |  |    |                        |               |               |
|  | 2                          |                                |                                    |   | フィラデルフィア・76ers            | 3                                  |                               |                               |  |   |                           |                           |                           |  |    |                        |               |               |
|  | 7                          | クリーブランド・キャバリアーズ | 2                                  |   |                                    |                                    |                               |                               |  |   |                           |                           |                           |  |    |                        |               |               |
|  | 7                          | クリーブランド・キャバリアーズ | 2                                  |   |                                    |                                    |                               |                               |  |   |                           |                           |                           |  | E1 | デトロイト・ピストンズ | 4             |               |
|  |                            |                                |                                    |   |                                    |                                    |                               |                               |  |   |                           |                           |                           |  | E1 | デトロイト・ピストンズ | 4             |               |
|  |                            | W3                             | ポートランド・トレイルブレイザーズ | 1 |                                    |                                    |                               |                               |  |   |                           |                           |                           |  |    |                        |               |               |
|  | 1                          | W3                             | ポートランド・トレイルブレイザーズ | 1 | ロサンゼルス・レイカーズ           | 3                                  |                               |                               |  |   |                           |                           |                           |  |    |                        |               |               |
|  | 1                          |                                |                                    |   | ロサンゼルス・レイカーズ           | 3                                  |                               |                               |  |   |                           |                           |                           |  |    |                        |               |               |
|  | 8                          | ヒューストン・ロケッツ         | 1                                  |   |                                    |                                    |                               |                               |  |   |                           |                           |                           |  |    |                        |               |               |
|  | 8                          | ヒューストン・ロケッツ         | 1                                  |   | 1                                  | ロサンゼルス・レイカーズ           | 1                             |                               |  |   |                           |                           |                           |  |    |                        |               |               |
|  |                            |                                |                                    |   | 1                                  | ロサンゼルス・レイカーズ           | 1                             |                               |  |   |                           |                           |                           |  |    |                        |               |               |
|  |                            | 5                              | フェニックス・サンズ               | 4 |                                    |                                    |                               |                               |  |   |                           |                           |                           |  |    |                        |               |               |
|  | 4                          | 5                              | フェニックス・サンズ               | 4 | ユタ・ジャズ                       | 2                                  |                               |                               |  |   |                           |                           |                           |  |    |                        |               |               |
|  | 4                          |                                |                                    |   | ユタ・ジャズ                       | 2                                  |                               |                               |  |   |                           |                           |                           |  |    |                        |               |               |
|  | 5                          | フェニックス・サンズ           | 3                                  |   |                                    |                                    |                               |                               |  |   |                           |                           |                           |  |    |                        |               |               |
|  | 5                          | フェニックス・サンズ           | 3                                  |   |                                    |                                    |                               |                               |  | 5 | フェニックス・サンズ      | 2                         |                           |  |    |                        |               |               |
|  | ウェスタン・カンファレンス |                                |                                    |   |                                    |                                    |                               |                               |  | 5 | フェニックス・サンズ      | 2                         |                           |  |    |                        |               |               |
|  |                            | 3                              | ポートランド・トレイルブレイザーズ | 4 |                                    |                                    |                               |                               |  |   |                           |                           |                           |  |    |                        |               |               |
|  | 3                          | 3                              | ポートランド・トレイルブレイザーズ | 4 | ポートランド・トレイルブレイザーズ | 3                                  |                               |                               |  |   |                           |                           |                           |  |    |                        |               |               |
|  | 3                          |                                |                                    |   | ポートランド・トレイルブレイザーズ | 3                                  |                               |                               |  |   |                           |                           |                           |  |    |                        |               |               |
|  | 6                          | ダラス・マーベリックス         | 0                                  |   |                                    |                                    |                               |                               |  |   |                           |                           |                           |  |    |                        |               |               |
|  | 6                          | ダラス・マーベリックス         | 0                                  |   | 3                                  | ポートランド・トレイルブレイザーズ | 4                             |                               |  |   |                           |                           |                           |  |    |                        |               |               |
|  |                            |                                |                                    |   | 3                                  | ポートランド・トレイルブレイザーズ | 4                             |                               |  |   |                           |                           |                           |  |    |                        |               |               |
|  |                            | 2                              | サンアントニオ・スパーズ           | 3 |                                    |                                    |                               |                               |  |   |                           |                           |                           |  |    |                        |               |               |
|  | 2                          | 2                              | サンアントニオ・スパーズ           | 3 | サンアントニオ・スパーズ           | 3                                  |                               |                               |  |   |                           |                           |                           |  |    |                        |               |               |
|  | 2                          |                                |                                    |   | サンアントニオ・スパーズ           | 3                                  |                               |                               |  |   |                           |                           |                           |  |    |                        |               |               |
|  | 7                          | デンバー・ナゲッツ             | 0                                  |   |                                    |                                    |                               |                               |  |   |                           |                           |                           |  |    |                        |               |               |

### バッドボーイズの連覇と新世代の台頭
前季念願の優勝を果たした"バッドボーイズ"ことデトロイト・ピストンズだが、リーグ拡張に伴うエクスパンション・ドラフトでリック・マホーンが放出されたことはデトロイトに大きなショックを与えた。ローポストにおける最高のディフェンダーであるマホーンを失うことは、激しいディフェンスを信条とするピストンズにとって大きな痛手となるはずだったが、チャック・デイリーHCだけは動揺せず、ジェームス・エドワーズとデニス・ロッドマンを先発に昇格させ、マーク・アグワイアをシックスマンに転向させた。ディフェンディングチャンピオンとして新シーズンに臨んだピストンズは、シーズン前半こそやや不安定な時期を過ごしたが、1月下旬から3月中旬までを25勝1敗と破竹の勢いで勝ち続け、59勝23敗でカンファレンストップの成績を収める。ロッドマンは優れたディフェンダーからリーグ最高峰のディフェンダーへと成長を遂げ、最優秀守備選手賞を獲得。得点源であるアイザイア・トーマスとジョー・デュマースはリーグ屈指のバックコートコンビとして相手チームを蹴散らし、インサイドでは相変わらずビル・レインビアが傍若無人の限りを尽くしていた。
我が世の春を謳歌していたピストンズだが、しかしプレーオフでは肝を冷やす場面もあった。毎年のようにジョーダン・ルールで叩きのめしてきたシカゴ・ブルズが、カンファレンス決勝でピストンズを後一歩のところまで追い詰めたのである。ブルズはオフにダグ・コリンズをヘッドコーチから解任し、アシスタントコーチだったフィル・ジャクソンをヘッドコーチに昇格させた。ジャクソンはマイケル・ジョーダンに頼り切りだったオフェンスの改革を進め、トライアングル・オフェンスの導入、新たなチームケミストリーの確立などで、ブルズを「プレーオフ止まりのチーム」から「優勝を狙えるチーム」へと一段階進化させた。ブルズはピストンズとのシリーズでは第7戦まで戦う粘りを見せ、最後は故障者の発生やスコッティ・ピッペンの謎の偏頭痛に泣いてピストンズの前に3年連続プレーオフ途中敗退したものの、ジョーダン時代の到来が間もないことを予感させるカンファレンス決勝となった。辛うじてブルズの挑戦を退けたピストンズは、連覇を目指して2年連続でファイナルに進出を果たした。
一方リーグトップの勝率を収めたウエストの覇者、ロサンゼルス・レイカーズは意外な場所で躓いた。1980年代序盤から中盤までのウエストはレイカーズのほぼ独り勝ち状態だったが、終盤に入るとレイカーズも下からの激しい突き上げに遭うようになり、もはやウエストはレイカーズの独走ではなくなった。それでも前季のプレーオフではレイカーズが全勝という圧倒的な強さで勝ちあがり、このシーズンもマジック・ジョンソンやジェームス・ウォージーが健在のレイカーズがファイナル進出候補の筆頭であることに変わりはなかった。
そのレイカーズをカンファレンス準決勝で破ったのはフェニックス・サンズだった。エースはベテランパワーフォワードのトム・チェンバースだったが、ケビン・ジョンソンやジェフ・ホーナセックなど活きの良い若手選手が揃っていた。サンズはチーム史上初めてレイカーズをプレーオフで破ったこととなり、またレイカーズのパット・ライリーはこの敗北を機にヘッドコーチから退いている。しかしそのサンズもカンファレンス決勝では敗れた。
カンファレンス決勝でサンズを破ったのはポートランド・トレイルブレイザーズであり、彼らもまた30歳以上のベテラン選手が1人も居ない若いチームだった。ドラフト史上最大の失態と呼ばれる1984年のNBAドラフトでのサム・ブーイの指名で、優勝戦線にはやや乗り遅れたが、ブレイザーズも決して不運続きではなかった。チームを支えるクライド・ドレクスラーとテリー・ポーターはドラフト時は特に評価された選手ではなかったが、1983年のNBAドラフトで14位指名したドレクスラーは今やリーグ屈指のスコアラーとなり、グライダーに例えられる跳躍力から繰り出されるダンクは高い人気を集め、1985年のNBAドラフト24位指名のポーターは優秀な司令塔としてチームを率いた。またサム・ブーイと同時に2巡目で指名されたジェローム・カーシーや、1986年にトレードで獲得した7フッターのケビン・ダックワース（やはり2巡目指名の選手）はブレイザーズにとって思わぬ拾い物となり、カーシーはチーム2番目の得点力を誇る欠かせないスモールフォワードとなり、ダックワースは1988年のMIPを受賞する急成長を見せた。当初思い描いていたのとはやや違った形ではあるが、順調に駒を揃えたブレイザーズは1987-88シーズンには53勝を記録。しかしプレーオフでは1回戦敗退が続いたためドレクスラーとマイク・シューラーHCの間には確執が生じ、翌1988-89シーズンは勝率が落ち込み、シーズン中にシューラーはヘッドコーチを解任された。不本意なシーズンを送ったブレイザーズはオフに心機一転を図り、サム・ブーイを放出してニュージャージー・ネッツからバック・ウィリアムスを獲得。ウィリアムスの獲得はドレクスラーをことのほか喜ばせた。そしてまたもや2巡目指名だった新人クリフォード・ロビンソンが予想外の活躍を見せ、リック・アデルマンHCに率いられたブレイザーズはリーグを席巻し、このシーズンには59勝を記録した。カンファレンス準決勝ではライジングチームでやはり若手選手が主力を担うサンアントニオ・スパーズを第7戦の末に降し、そしてサンズをカンファレンス決勝で破って1977年以来13年ぶりとなるファイナル進出を果たした。
このプレーオフは80年代を支配したレイカーズとボストン・セルティックスの2強時代に完全に幕を降ろした。カンファレンス決勝にレイカーズが進出しなかったのは9年ぶりのことであり、さらにファイナルにレイカーズとセルティックスのいずれもが進出しなかったのは実に10年ぶりのことである。

#### 第1戦
カンファレンス決勝を第7戦まで戦ったピストンズはやや準備不足であり、ファイナル第1戦は終始ブレイザーズペースで進み、第4Q残り7分を切った時点で90-80とブレイザーズがリードしていた。しかしここからピストンズの猛反撃が始まり、アイザイア・トーマスが次々と得点。アイザイアは決して名シューターではなかったが、シーズンを通じてスリーポイントシュートの改善に努め、この試合ではそのスリーポイントシュートが炸裂した。殆どアイザイアの独力でピストンズが逆転し、105-99でピストンズが初戦を制した。

#### 第2戦
第2戦はオーバータイムまでもつれ込んだ、このシリーズ一番の激戦となった。この試合ではビル・レインビアのスリーポイントシュートが炸裂。第4Qまでのレインビアは7得点と大人しかったが、第4Qとオーバータイムだけで19得点をあげる活躍だった。オーバタイムに入ってもお互い一歩も引かず、試合の行方は最後まで分からなかったが、残り10秒を切ってバック・ウィリアムスが2本のフリースローを決め、ブレイザーズが104-102と2点のリードを奪った。苦境に立たされたピストンズはタイムアウト明け後、ジョー・デュマースのインバウンドパスを受け取ったレインビアが、マイケル・クーパーの保持するファイナル記録と並ぶこの日6本目のスリーポイントシュートを決めて、105-104で土壇場でピストンズが逆転を果たした。ピストンズが勝利をほぼ手中に収めたかに見えたが、残り4.1秒から再開後、この日33得点のクライド・ドレクスラーが果敢にドライブを仕掛けた結果、デニス・ロッドマンからファウルを引き出すことに成功。レインビアの劇的な逆転シュートで歓声に包まれていたザ・パレス・オブ・オーバーンヒルズは一転、ドレクスラーのフリースローを邪魔しようと嵐のような怒号に包まれたが、ドレクスラーはフリースローを2本とも決めて、ブレイザーズが106-105で逆転。ブレイザーズがロードで貴重な1勝をあげた。

#### 第3戦
第3戦の前、ある不幸がピストンズを襲っていた。ジョー・デュマースの父親が心不全で亡くなったのである。デュマースの父親は重度の糖尿病を患っており、この数年でその症状は急速に悪化し、デュマースもある程度は覚悟していたことだった。しかしデュマースの父親はプロ意識というものを非常に重んじており、そしてデュマースの妻であるデビー・デュマースも彼の意思を尊重し、関係者に父親の死をデュマースには伝えないよう頼んだ。
ピストンズは追い込まれていた。ロッドマンが足の負傷で第3戦を欠場し、さらに彼らがこれから乗り込むブレイザーズのホームアリーナ、メモリアル・コロシアムでは、ピストンズはこの17年間一度も勝利をしたことがなかったのである。しかしこの日はデュマースが33得点、ヴィニー・ジョンソンが21得点を記録し、ピストンズが121-106で完勝した。
試合後、デュマースはデビーの電話で父親の訃報を知った。デュマースは試合後の記者会見を断った。

#### 第4戦
第2Qから一気にたたみ掛けたピストンズは、第3Qには81-65と大量リードを奪うも、第3Q残り2分からブレイザーズが猛烈な追い上げを見せ、第4Q残り5分20秒にはテリー・ポーターのレイアップで、93-92とその差1点にまで迫った。ここからは一進一退の攻防が続いたまま時間が過ぎたが、残り31.8秒にはドレクラアーのフリースローでついにブレイザーズが108-107と逆転。しかしピストンズも譲らずアイザイアのジャンプシュートですぐにリードを奪い返した。その後ファウルゲームとなった末に、最後はブレイザーズのディフェンスが乱れ、残り1.3秒でジェラルド・ヘンダーソンが駄目押しのレイアップを決めて112-109となった。
残りは僅かに1.3秒。もはや逆転の芽は限りなく無きに等しい状況だったが、ブレイザーズのエンドラインからのパスがセンターライン付近のダニー・ヤングに通り、ヤングは35フィートの位置からすぐさまシュートを打った。彼のシュートは見事にバスケットに吸い込まれ、場内には第4Q修了を告げるブザーが鳴り響いた。劇的な同点ブザービーターに客席からは歓声が沸き上がったが、ピストンズのメンバーはすぐに審判に抗議し、審判団もすぐに集まって審議に入った。結果、ブザーはボールがヤングの手から離れる前と判断され、シュートは無効となった。ヤングのブザービーターとシリーズ2度目のオーバータイムは幻と消え、最終スコア112-109でピストンズの勝利となり、シリーズも3勝1敗でピストンズが優勝に王手を掛けた。

#### 第5戦
ヴィニー・ジョンソンが敵地で"クッキングタイム"を開催。第3Q10分が経過した時点でスコアは77-69とブレイザーズがリードしていたが、ここからジョンソンの"電子レンジ"に火が付き、ピストンズの9連続得点を単独でやってのけ、78-77と一気に逆転させてしまった。後がないブレイザーズは粘りを見せてすぐにリードを奪い返し、第4Q残り2分5秒には90-83とリードを広げたが、しかしここからジョンソンのクッキングタイムが再開。ピストンズの7連続得点のうち5得点をあげ、残り36.5秒で90-90とピストンズが追いついた。続くブレイザーズのシュートは外れ、残り20.1秒でピストンズボール。ピストンズがラストショットを託すのはヴィニー・ジョンソン。きっちりと時間を計ったジョンソンは時間切れ寸前でジェローム・カーシーのブロックの上からジャンプシュートを放ち、シュートは綺麗にバスケットに吸い込まれた。停止した電光掲示板には0.07秒の文字。第4戦の1.3秒よりさらに短い時間で、ブレイザーズの逆転は不可能だった。最終スコア92-90でピストンズが勝利し、4勝1敗でピストンズが2年連続の優勝を果たした。
ファイナルMVPにはシリーズ平均27.6得点8.0アシスト5.2リバウンドを記録したアイザイア・トーマスが選ばれた。また第5戦でブレイザーズを綺麗に調理し、最後は劇的な決勝シュートを決めたヴィニー・ジョンソンは、電光掲示板に刻まれた0.07秒から"007"（バスケットボール界のジェームス・ボンド）と呼ばれるようになった。
1988年のレイカーズに続いて連覇を果たしたピストンズだが、押し寄せる世代交代の波には逆らえなくなり、"バッドボーイズ"と呼ばれるチームではこの年がファイナルに進出した最後の年となっている。NBA史の中でも一際異彩を放つチャンピオンチーム、ピストンズは1980年代末のNBAを2年に渡って支配すると共に、マジック・ジョンソンとラリー・バードの時代と、マイケル・ジョーダンの時代の橋渡しをした存在でもあった。
一方若手選手中心のトレイルブレイザーズはむしろこれから全盛期を迎えるチームであり、90年代はジョーダン率いるシカゴ・ブルズの強力なライバルチームの一つとしてリーグを彩っていく。

#### 結果・補足
デトロイト・ピストンズ 4-1 ポートランド・トレイルブレイザーズ
|       | 日付    | ホーム               | スコア       | ロード               |
| ----- | ------- | -------------------- | ------------ | -------------------- |
| 第1戦 | 6月5日  | ピストンズ           | 105-99       | トレイルブレイザーズ |
| 第2戦 | 6月7日  | ピストンズ           | 105-106 (OT) | トレイルブレイザーズ |
| 第3戦 | 6月10日 | トレイルブレイザーズ | 106-121      | ピストンズ           |
| 第4戦 | 6月12日 | トレイルブレイザーズ | 109-112      | ピストンズ           |
| 第5戦 | 6月14日 | トレイルブレイザーズ | 90-92        | ピストンズ           |

- デトロイトで行われた第1戦の試合前のセレモニーでは、無名時代のマライア・キャリーが愛国歌「America the

Beautiful」を歌っている。

## ラストシーズン
- コールドウェル・ジョーンズ　（1973-90）　ABA出身のディフェンシブなセンター。フィラデルフィア・76ersでは何度か優勝のチャンスに恵まれたが、モーゼス・マローンとのトレードのためヒューストン・ロケッツに放出された。翌シーズンに76ersは優勝している。ラストシーズンはサンアントニオ・スパーズで過ごした。
- マイク・ダンリービー　（1976-90）　ヒューストン・ロケッツ時代はファイナル進出を経験。引退後はパット・ライリーの後任としてすぐにロサンゼルス・レイカーズのヘッドコーチに就任し、以後各チームのヘッドコーチを歴任している。
- デニス・ジョンソン　（1976-90）　シアトル・スーパーソニックスとボストン・セルティックスで計3度の優勝を経験した元ファイナルMVP。引退後はスカウト職、コーチ職に転向。
- ジョン・ルーカス　（1976-90）　ヒューストン・ロケッツ時代にファイナル進出を経験。優秀なテニスプレイヤーでもある。
- マーカス・ジョンソン　（1977-90）　キャリア平均20.1得点を誇るスコアラーであり、ミルウォーキー・バックス時代はポイントフォワードとして活躍した。引退後は解説者を務める傍ら、小説や脚本など執筆業にも挑戦している。
- マイケル・クーパー　（1978-90） ロサンゼルス・レイカーズ一筋12年。3巡目指名とドラフト時の評価は低かったが、優秀なディフェンダーとしてレイカーズの5度の優勝に貢献した。引退後はコーチ職に転向。
- パーヴィス・ショート　（1978-90）　得点力のあるスモールフォワードとして主にゴールデンステート・ウォリアーズで活躍した。NBAを離れてからはイスラエルのマッカビ・テルアビブBCで1992年までプレイした。
- カルヴィン・ナット　（1979-90）　キャリア前半はポートランド・トレイルブレイザーズ、後半はデンバー・ナゲッツなどで活躍した。引退後は聖職者となり、斎場を経営している。
- ジム・パクソン　（1979-90）　カルヴィン・ナットの同期としてビル・ウォルトン後のブレイザーズを支えたが、1987年にトレードに出され、ラストシーズンまでをセルティックスで過ごした。